# Heinkel He 51
Heinkel He 51 byl německý jednomístný dvouplošník, který byl vyráběn v různých variantách. Nejdřív byla vyráběna stíhací varianta, později hydroplán a bitevní verze. Vyvinut byl z letounů Heinkel He 37 (vyroben v roce 1928) a Heinkel He 49 (první let počátkem roku 1933).

## Vývoj
He 51a byl běžný dvouplošný jednomístný stíhač; první (D-ILGY) poprvé vzlétl v květnu 1933, kdy byla Luftwaffe pořád tajná. Jednalo se o čtvrtý vyrobený prototyp He 49, který byl natolik upravený a přebudovaný, že obdržel nové označení.

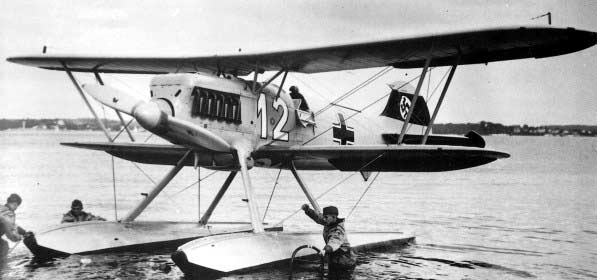
Plovákový letoun He 51W

Užití typu nad vodní, především mořskou hladinou, vedlo k přepracování třetího prototypu He 49c (D-2727) v roce 1933 na standard He 51. Dostal dva jednostupňové celokovové plováky společně s novým označením He 51W.
Ještě před koncem roku 1933 začaly ve Warnemünde práce na devíti předsériových kusech Heinkel He 51A, určených k provozním zkouškám. Řadový dvanáctiválcový letecký motor BMW VI 7,3Z o maximálním výkonu 530 kW roztáčel pevnou dvoulistou dřevěnou vrtuli Schwarz. Výzbroj tvořila dvojice synchronizovaných kulometů Rheinmetall MG 17 ráže 7,92 mm v horní části trupu. První z předsériových He 51 začaly opouštět výrobní linku na jaře 1934 (He 51A-01 D-IQEE, He 51A-02 D-IHAO, He 51A-03 D-ITIU, He 51A-04 D-IJAY, He 51A-05 D-IDIE, He 51A-06 D-IREI, He 51A-07 D-IMIP, He 51A-08 D-IZER a He 51A-09 D-IROL). V červenci 1934 se první z předsériových exemplářů testoval ve zkušebním středisku v Döberitzu, později sloužil v DVL Reklame-Staffel Mitteldeutschland. Z důvodu omezených výrobních možností společnosti Ernst Heinkel Flugzeugwerke byla zadána licenční sériová výroba typu také u firem Arado a Erla, v druhé fázi výrobního programu také u závodů AGO a Fieseler.
První sériové kusy začaly opouštět výrobní haly Heinkel v dubnu 1935 v počtu čtyř kusů měsíčně až do poloviny června, kdy byla produkce navýšena na 10 kusů měsíčně. Firma Heinkel tak dodala všechny stroje z počáteční objednávky 75 kusů koncem ledna 1936, kdy rovněž společnost Arado dokončovala dalších 75 He 51A, zatímco výroba u Erla Maschinenwerke v Lipsku teprve začínala.
He 51A začala na výrobních linkách nahrazovat varianta He 51B se závěsy i vnitřní trubkovou instalací pro jednu 170 l přídavnou odhazovací palivovou nádrž pod trupem. 12 předsériových He 51B-0 bylo dodáno do Werlu, kde je v lednu 1936 převzala I./JG 134 a v únoru je následovalo 12 sériových He 51B-1.
Požadavky na dodávku osmi kusů plovákové stíhačky vedly společnost Heinkel v roce 1935 k výrobě verze He 51B-2. Následně bylo doobjednáno dalších 30 takto modifikovaných strojů. Koncem tohoto roku byl jeden exemplář He 51 vybaven hvězdicovým motorem Gnome-Rhône 14K Mistral Major a předveden na tajné ukázce v Budapešti. Maďarské královské letectvo se však nakonec rozhodlo zakoupit pro své jednotky italské stíhací letouny Fiat CR.32.
Začátkem léta 1936 začal Heinkel vývoj výškové úpravy základního typu He 51 s prodlouženými dvoupříhradovými křídly, která dostala označení He 51B-3. Na základě zkoušek následovaly další dva prototypy označené He 52B a He 52D.
Posledních 100 vyrobených kusů He 51 z celkového počtu 710 bylo u firmy Fieseler dokončeno v prvním pololetí roku 1936 ve verzi He 51C-1, které v počtu 79 strojů odebralo Španělsko. Tato varianta byla vybavena závěsníky pro čtyři 50 kg pumy.
Zbývající letouny dostaly vylepšená rádia současně s novým označením He 51C-2, které v létě 1937 převzala 1. Staffel JG 136 v Jeveru. Později tuto variantu používala rovněž 2. letka. Obě Staffeln tvořily I./JG 136, která He 51C-2 používala až do svého přezbrojení na Messerschmitt Bf 109 během podzimu 1938.

## Operační služba
Od podzimu 1933 již na He 51 létaly všechny tři tehdy utvořené propagační letky - Reklame-Staffel Ostdeutschland dislokovaná v Neuhausenu u Königsbergu ve východním Prusku, Mitteldeutschland v Berlíně-Staakenu a Süddeutschland ve Fürthu u Norimberka. Reklame-Staffel Mitteldeutschland a Süddeutschland byly koncem zimy 1935 staženy do Döberitzu u Berlína a k 1. březnu spojeny v první útvar Luftwaffe- stíhací skupiny I Jagdgeschwader 132, které velelo letecké eso z první světové války major Robert von Greim. Dne 14. března JG 132 obdržela čestný název „Richthofen“ podle nejlepšího německého pilota z prvního světového válečného konfliktu. Výcvik I./JG 132 se zaměřil na zkoušky vybavení a výstroje, II./JG 132 v Dammu u města Jüterborg nacvičovala taktiku vzdušných bojů. Během prvních měsíců roku 1936 začala I./JG 132 přebírat letouny He 51B-1, zatímco dřívější He 51A-1 byly jako přechodná výzbroj předány k I./St.G.165 v Kitzingenu.

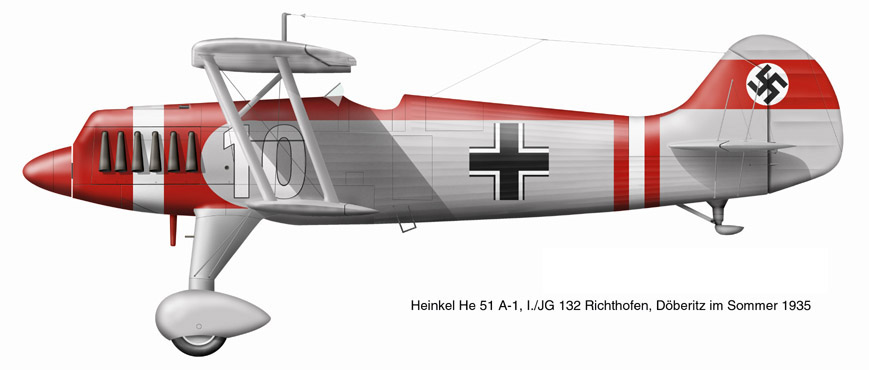
Heinkel He 51A-1 JG 132

Současně se vznikem JG 132 byla utvořena stíhací skupina Küstenjagdgruppe 136 v Kielu-Holtenau, s úkolem bránit německé mořské pobřeží, která také obdržela první He 51A. Na jaře 1935 jednotka dostala za úkol vyzkoušet druhý plovákový He 51. Byl to upravený He 51A s imatrikulací D-IFTI. K 1. dubnu 1936 se z Küstenjagdgruppe 136 stala I. skupina Jagdgeschwader 136, která se pak přesně za rok přemístila do Jeveru. V první polovině roku 1936 došlo také k prvnímu použití He 51B u této jednotky. 

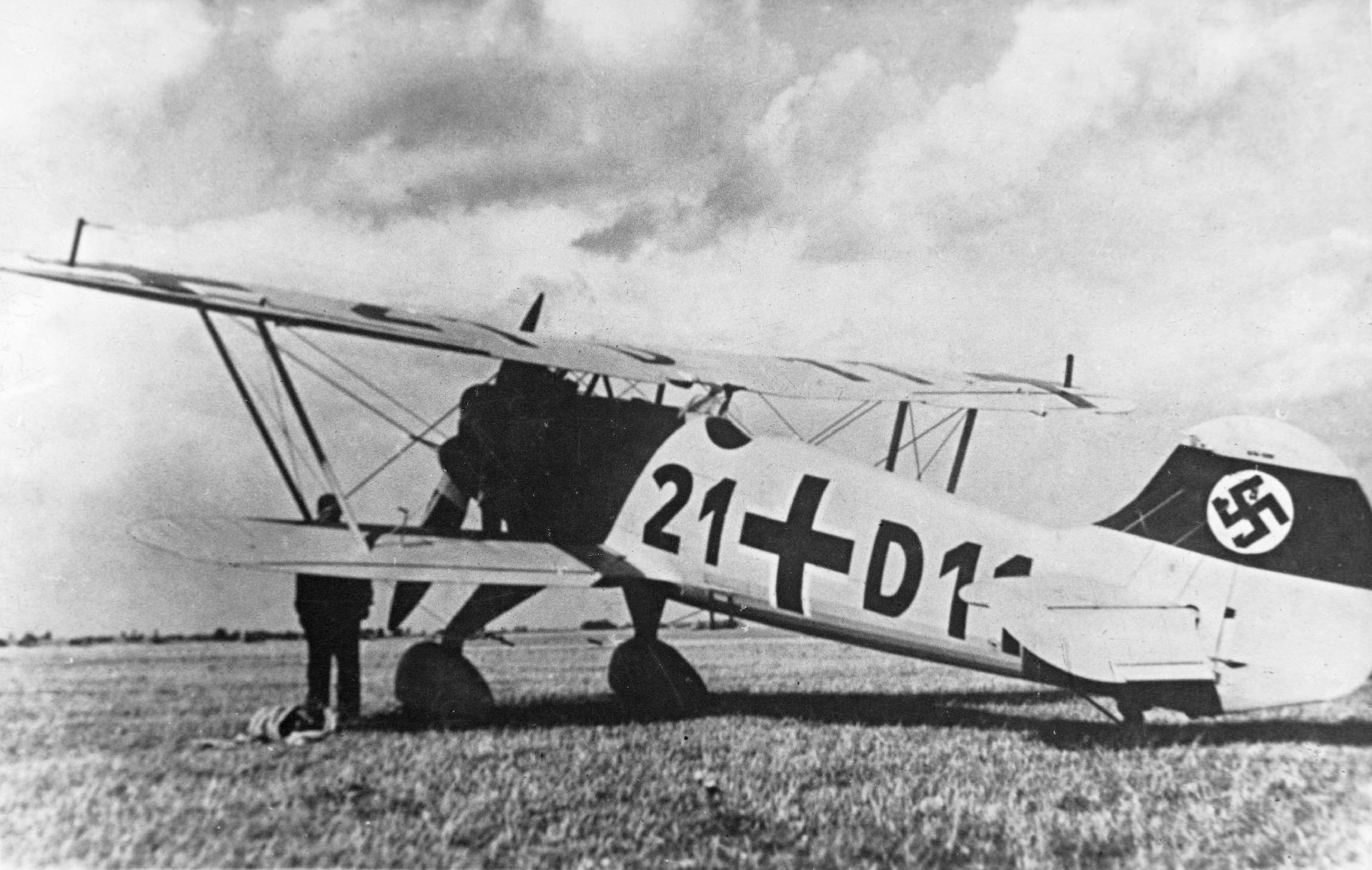
He 51 (21+D11), Jagdgeschwader 132 „Richthofen“

Koncem zimy 1936 vznikla rozdělením JG 132 Jagdgeschwader 134 „Horst Wessel“. Její I. skupina měla sídlo v Dortmundu pod velením majora Josefa Kammhubera, II. ve Werlu, které velelo další stíhací eso Theo Osterkamp a III. v Lippstadtu. Pouze III. Gruppe však převzala He 51A ve větším množství společně s letouny Arado Ar 68F, které tvořily převážnou výzbroj ostatních dvou skupin.
Dne 1. dubna 1936 vznikla z části III. Gruppe Jagdgeschwader 132 I. skupina JG 232 umístěná v Bernburgu, která také brzy začala dostávat He 51A. K 12. říjnu 1937 byla tato skupina přeznačena na I./JG 137. K 1. únoru 1938 pak složky I./JG 137 dosud vybavené He 51B byly začleněny do I. Gruppe Lehrgeschwader a přemístěny z Bernburgu do Garzu.
Dne 6. srpna 1936 bylo šest He 51B včetně německých pilotů posláno lodí Usaramo do Španělska. Stroje byly sestaveny na letišti Tablada a poté Němci vyzkoušeny. Nadporučík Eberhardt, kapitáni von Houwald, Knüppel a Hannes Trautloft a poručíci Klein a Hefter poté společně odstartovali k hlídkovému letu nad Sevillou. Po několik dalších dnů pak školili pět vybraných španělských pilotů: Luíse Rambauda, García Moratu, Miguela García Pardu, Julia Salvadora a Ramira Pascuala, kteří vytvořili první španělskou jednotku s He 51 s názvem Escuadrilla „Rambaud“. 18. srpna při hlídkovém letu Morato sestřelil republikánský stíhací letoun nad Lojou a dvoumotorový bombardér Potez 54 nad Antequerou, zatímco Salvador zničil stíhací Hispano-Nieuport Ni 52 C1 a průzkumný Breguet Bre.XIX nad Méridou.
Dodávky pokračovaly a v listopadu 1936 byly vyzbrojeny 3 letky po 12 stíhacích letadlech He 51 A-1; Legie Condor byla zformována 7. listopadu, jejíž stíhací jednotkou se stala Jagdgruppe 88 vyzbrojená letouny He 51B-1 a tyto letouny používalo i nacionalistické letectvo. Dodávky s válkou pokračovaly (včetně bitevní varianty He 51 C-1) a letouny He 51 úspěšně operovaly proti starším dvouplošníkům republikánského letectva.
Doba nadvlády trvala pouze krátce. S příchodem letounů Polikarpov I-15 začal úpadek a proti jednoplošníku Polikarpov I-16 byly letouny He 51 ve značné nevýhodě. Již 13. listopadu ztratil Legion Condor Oberleutnanta Eberhardta, který se ve vzduchu srazil s I-15 a Oberleutnant Heinrici utrpěl průstřel plic a zemřel krátce po nouzovém přistání. Ještě v lednu 1937 sestřelily letouny z J/88 čtyři republikánské stroje, v únoru jeden a v březnu již žádný. He 51 byl tedy ze stíhače přeřazen na bitevní a nakonec na cvičné úkoly. Také španělské nacionalistické letectvo používalo tyto letouny jako bitevní ve dvou jednotkách Grupo de Cadena 1-G-2 a 4-G-2. Po válce doplnilo 46 přeživších strojů ze 126 dodaných 15 nových kusů a ve Španělsku sloužily jako víceúčelové až do roku 1952.

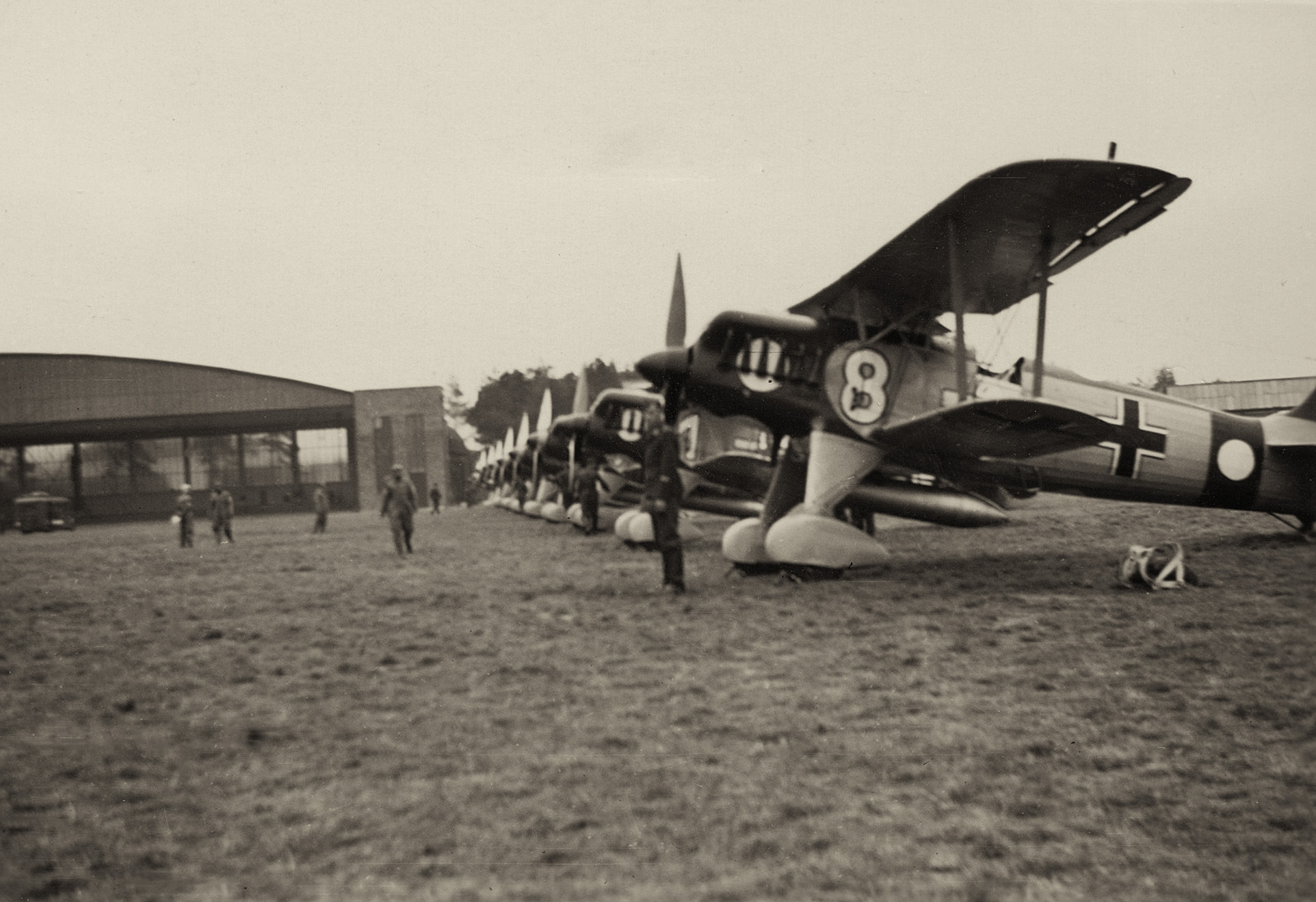
Heinkel He 51 JG 132 „Richthofen“

Zkušenosti ze Španělska ukázaly, že doba dvouplošníků skončila. I když novější dvouplošníky Fiat CR.42 byly lepší než Heinkely a ve válce pokračovaly, tak jednoplošníky I-16 byly pro svou rychlost nedotknutelné. Všichni účastníci se poučili, že rychlost je důležitější než manévrovatelnost.
Přesto 15. března 1937 vznikla v Bad Aiblingu u Mnichova I. skupina nově utvořené JG 135 se smíšenou výzbrojí He 51B spolu s typem Arado Ar 68, 1. dubna téhož roku v Dammu z II. skupiny JG 132 byla utvořena I. Gruppe rovněž nové Jagdgeschwader 131, která pak sídlila v Jesau. 15. března 1937 z 8. a 9. letky JG 134 v Kolíně-Butzweilerhofu vznikla I. skupina nové JG 234, která měla vedle strojů Arado Ar 65 a Ar 68 rovněž Heinkely He 51B. Typ obdržela rovněž letecká škola ve Schleissheimu.
V roce 1937 zakoupilo Bulharsko 20 letounů Heinkel He 51B-1. Stroje dostaly jméno „Sokol“ a byly zařazeny do výzbroje jednotky 1-AO. V roce 1939 byly vyřazeny z řadové služby a užívala je školní jednotka Vysoké letecké školy.
Na jaře 1938 byly v Luftwaffe He 51 přeřazovány od stíhacích skupin k bitevním jednotkám, které byly úředně uvedeny v činnost k 1. srpnu 1938. Fliegergruppe 20 měla domovskou základnu v Tutowě, Fliegergruppe 30 a 40 pak ve Fassbergu. Po skončení Mnichovské krize byly všechny tři útvary rozpuštěny a jejich He 51 byly předány stíhacím leteckým školám. Současně byl He 51 vyřazován od pobřežní I. skupiny Jagdgeschwader 136 v Jeveru.
Na začátku druhé světové války už žádný z nich v Luftwaffe nesloužil jako stíhač. Za války se používaly jako cvičné, např. u A/B Schule č. 71 v Prostějově a Jagdfliegerschule 3 ve Vídni-Schwechatu. V průběhu roku 1943 byly He 51 vyřazovány i z těchto pilotních škol.

## Specifikace (He 51B-1)

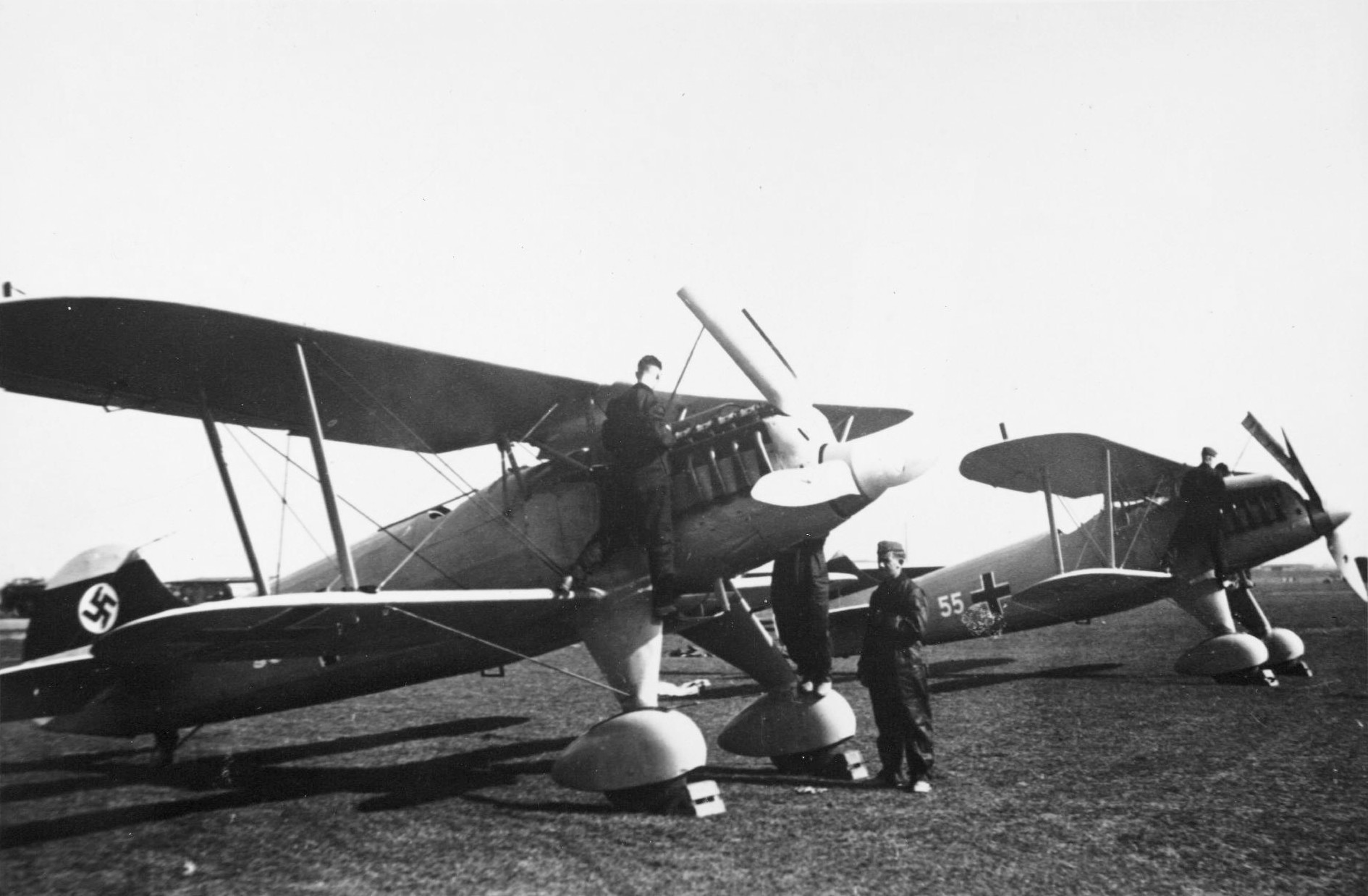
Heinkel He 51

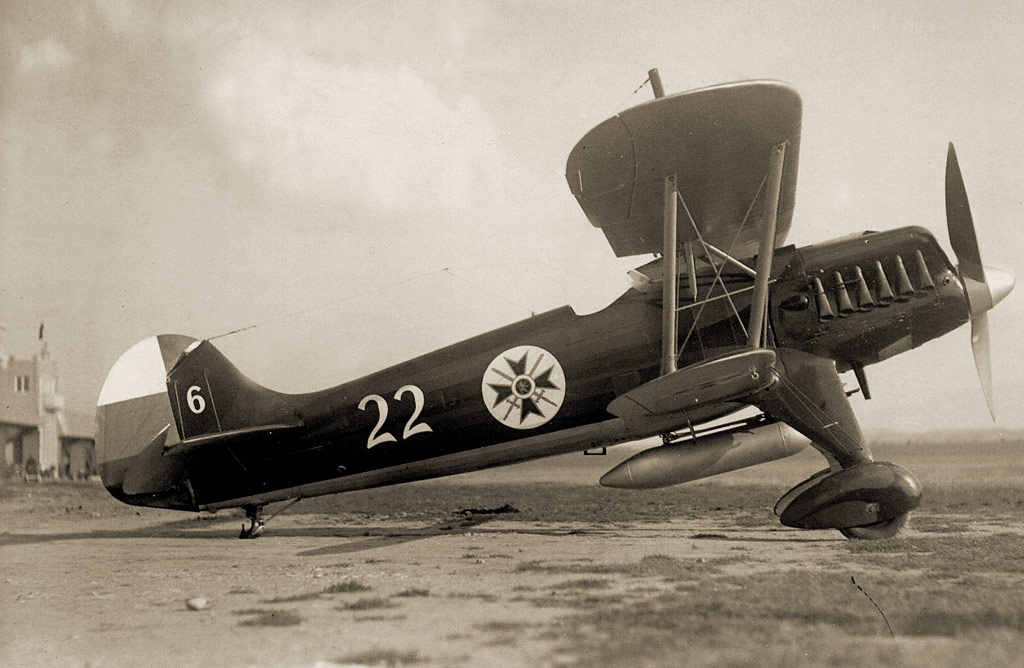
Bulharský He 51

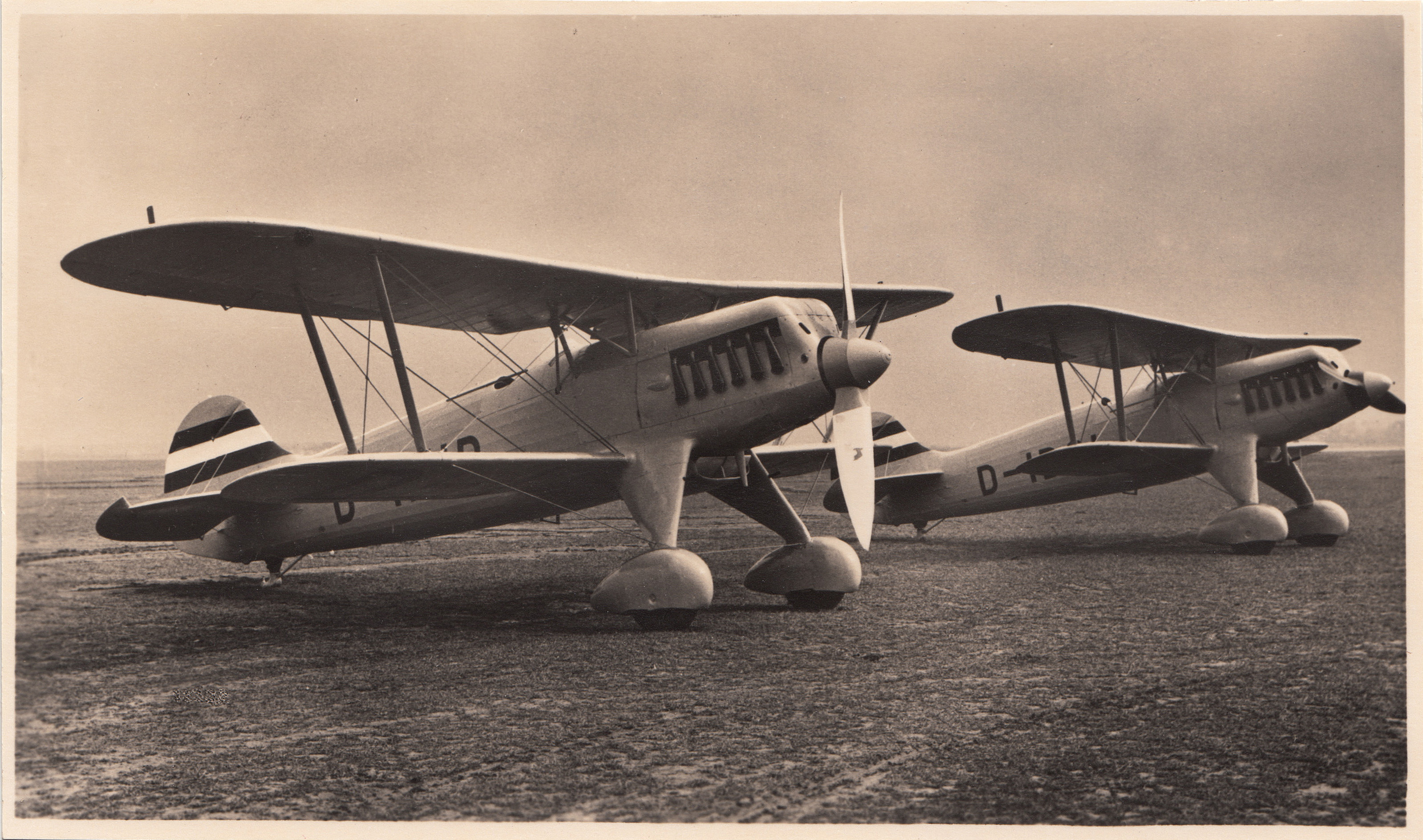
Heinkel He 51

Údaje podle

### Technické údaje
- Osádka: 1
- Rozpětí: 11,00 m
- Délka: 8,40 m
- Výška: 3,20 m
- Nosná plocha: 27,2 m²
- Hmotnost prázdného letounu: 1473 kg
- Vzletová hmotnost: 1900 kg
- Pohonná jednotka: 1 × kapalinou chlazený vidlicový dvanáctiválec BMW VI 7,3Z
- Vzletový výkon motoru: 560 kW
- Maximální výkon motoru: 410 kW

### Výkony
- Maximální rychlost ve výšce 0 m: 330 km/h
- Maximální rychlost ve výšce 4000 m: 260 km/h
- Maximální rychlost ve výšce 6000 m: 220 km/h
- Přistávací rychlost: 95 km/h
- Doba výstupu do výšky 1000 m: 1,4 min
- Doba výstupu do výšky 2000 m: 3,1 min
- Doba výstupu do výšky 4000 m: 7,8 min
- Doba výstupu do výšky 6000 m: 16,5 min
- Praktický dostup: 7700 m
- Maximální dolet: 740 km

### Výzbroj
- 2 × synchronizovaný kulomet MG 17 ráže 7,92 mm